# Fahrenzhausen
Fahrenzhausen è un comune tedesco di 4 529 abitanti, situato nel land della Baviera.